# Bishop's Falls
Bishop's Falls is een plaats en gemeente (town) in de Canadese provincie Newfoundland en Labrador. De gemeente ligt in het noordelijke binnenland van het eiland Newfoundland.

## Geografie
Bishop's Falls ligt aan de rivier Exploits en dankt zijn naam aan de watervallen die zich ter hoogte van het dorp bevinden. Het dorp ligt aan de splitsing van de Trans-Canada Highway (die van west naar oost loopt) en de Bay d'Espoir Highway (die zuidwaarts loopt). Bishop's Falls ligt 15 km ten noordoosten van Grand Falls-Windsor, de grootste gemeente van de regio.

## Demografie
Demografisch gezien is Bishop's Falls, net zoals de meeste relatief afgelegen dorpen op Newfoundland, aan het krimpen. Tussen 1976 en 2021 daalde de bevolkingsomvang van 4.504 naar 3.082. Dat komt neer op een daling van 1.422 inwoners (-3%) in 45 jaar tijd.
| Demografische ontwikkeling van Bishop's Falls tussen 1951 en 2021 |
| ----------------------------------------------------------------- |
|                                                                   |
| Bron: 1951–1986, 1991–1996, 2001–2006, 2011–2016, 2021            |

### Taal
In 2016 hadden 3.145 (99,7%) inwoners van Bishop's Falls het Engels als moedertaal; alle anderen waren die taal machtig. Hoewel slechts vijf mensen (0,2%) het Frans als moedertaal hadden, waren er 50 mensen die die andere Canadese landstaal konden spreken (1,6%). Geen enkele andere taal had meer dan tien sprekers.